# Дидимея
 Дидимея (др.-греч. Διδυμεία; IV век до н. э.) — возможная сестра царя Селевка I.
Согласно «Хронографии» Иоанна Малалы, Дидимея была сестрой Селевка I. Имя мужа Дидимеи византийский автор не указал, но отметил, что в этом браке родились два сына: Никанор и Никомед.
Как отмечали исследователи, сведения Малалы не подтверждаются другими источниками. По убеждению С. В. Смирнова, не исключавшего возможности рождения у Антиоха и Лаодики дочерей, приведённое имя сестры Селевка I связано с влиянием пропаганды первых Селевкидов, претендовавших на божественное происхождение и преемственность с Александром Македонским. В этой связи российский антиковед подчёркнул, что Селевкиды всегда оказывали покровительство храму Аполлона в Дидиме в Ионии. Ссылаясь на Диодора Сицилийского, канадский учёный В. Хеккель обращал внимание, что в 312 году до н. э. находившийся в этом городе оракул от имени бога приветствовал Селевка I как царя. По замечанию Дж. Грейнджер, труд Малалы известен большим количеством ошибок и является ненадёжным источником, и Дидимея и её сыновья, по всей видимости, являются выдумкой.